# مقهى نآيت علي (تزيوكت)
مقهى نآيت علي هو دُوَّار يقع بجماعة تيسراس، إقليم تارودانت، جهة سوس ماسة في المملكة المغربية. ينتمي الدوّار لمشيخة تزيوكت التي تضم 46 دوار. يقدر عدد سكانه بـ 23 نسمة حسب الإحصاء الرسمي للسكان والسكنى لسنة 2004.

## روابط خارجية
- البوابة الوطنية للجماعات الترابية نسخة محفوظة 12 مارس 2018 على موقع واي باك مشين.
- المندوبية السامية للتخطيط